# Chutes Marguerite
Pour les articles homonymes, voir Marguerite.
Les chutes Marguerite (en anglais : Marguerite Falls) sont des chutes d'eau du comté de Larimer, dans le Colorado, aux États-Unis. Ces chutes formées par la Fern Creek relèvent du parc national de Rocky Mountain.